# Črvar
Črvar – wieś w Chorwacji, w żupanii istryjskiej, w mieście Poreč. W 2011 roku liczyła 99 mieszkańców.